# L'assassina
L'assassina (títol original: Point of No Return o The Assassin) és una pel·lícula estatunidenca d'acció dirigida per John Badham el 1993. Ha estat doblada al català. És un remake de la cinta de culte del cinema francès "Nikita" (1990), de Luc Besson.

## Argument
Un grup de joves delinqüents saqueja una farmàcia per procurar-se de la droga. Les forces de l'ordre intervenen i els maten tots, a l'excepció de Maggie (Bridget Fonda). Havent matat un policia, és condemnada a mort per injecció, però es desperta després de l'execució que no era més que un simulacre per eliminar-la de l'estat civil. Serà entrenada per convertir-se en una assassina a sou del govern.

## Repartiment
- Bridget Fonda: Maggie Hayward / Claudia Anne Doran / Nina
- Gabriel Byrne: Bob
- Dermot Mulroney: J. P.
- Miguel Ferrer: Kaufman
- Anne Bancroft: Amanda
- Olivia d'Abo: Angela
- Richard Romanus: Fahd Bahktiar
- Harvey Keitel: Victor, el netejador
- Lorraine Toussaint: Beth
- Xander Berkeley: John Patrick Earl
- Michael Rapaport: Big Stan
- Ray Oriel: Burt
- Spike McClure: Johnny D
- Geoffrey Lewis: el farmacèutic
- Mic Rodgers: un poli
- Lieux Dressler: la mare de Johnny

## Al voltant de la pel·lícula
El film es va estrenar en sales als Estats Units amb el títol Point of No Return, però ha conegut una explotació vídeo rècord amb el títol The Assassin, sota el qual és més coneguda als països anglosaxons.
Es tracta d'un remake quasi integral del film Nikita de Luc Besson, amb algunes petites diferències notables, no obstant això: 
- a Nikita, Joséphine ha d'amagar documents en una ambaixada fent-se passar per l'ambaixador; al remake, Nina es disfressa com l'amiga d'un ric industrial de l'Orient Mitjà que té un disquette amb informacions nuclears, i va a robar a casa seva.
- a Nikita, el netejador Victor mor en cotxe després de fugir de l'ambaixada amb Joséphine. Al remake, intenta eliminar Nina mentre que són en cotxe per una carretera de muntanya, Victor acaba aixafat pel cotxe en un barranc.

El director John Badham fa un cameo en el paper d'un grum.

## Crítica
- "Més tirs, més armes sofisticades i menys qualitat per a un lliurament que, almenys, aconsegueix entretenir"[3]
- "Mediocre i, sobretot, innecessari remake, en el qual només s'aporta com a novetat una mica més de violència"[4]